# 피지 항공의 운항 노선
피지 항공은 다음과 같이 운항하고 있다.

## 운항 노선

### 아시아
- 중화인민공화국
  - 베이징 - 베이징 서우두 국제공항 계절 전세편
  - 상하이 - 상하이 푸둥 국제공항 계절 전세편
  - 항저우 - 항저우 샤오산 국제공항 계절 전세편
- 중화민국
  - 타이베이 - 타이완 타오위안 국제공항 계절 전세편
- 홍콩
  - 홍콩 - 홍콩 첵랍콕 국제공항
- 일본
  - 도쿄 - 나리타 국제공항

#### 동남아시아
- 싱가포르
  - 싱가포르 - 싱가포르 창이 국제공항

### 아메리카

#### 북아메리카
- 미국
  - 로스앤젤레스 - 로스앤젤레스 국제공항
  - 샌프란시스코 - 샌프란시스코 국제공항
  - 호놀룰루 - 호놀룰루 국제공항

- 캐나다
  - 밴쿠버 - 밴쿠버 국제공항

### 오세아니아

#### 오스트랄라시아
- 뉴질랜드
  - 웰링턴 - 웰링턴 국제공항
  - 오클랜드 - 오클랜드 국제공항
  - 크라이스트처치 - 크라이스트처치 국제공항
- 오스트레일리아
  - 시드니 - 시드니 킹스포드 스미스 국제공항
  - 멜버른 - 멜버른 공항
  - 브리즈번 - 브리즈번 공항
  - 애들레이드 - 애들레이드 공항[2][3][4]

#### 멜라네시아
- 바누아투
  - 포트빌라 - 포트빌라 바우어필드 국제공항
- 솔로몬 제도
  - 호니아라 - 호니아라 국제공항
- 피지
  - 수바 - 나우소리 국제공항 제2 허브
  - 난디 - 난디 국제공항 메인 허브

#### 미크로네시아
- 키리바시
  - 사우스타라와 - 본리키 국제공항
  - 키리티마티섬 - 카시디 국제공항

#### 폴리네시아
- 사모아
  - 아피아 - 팔레올로 국제공항
- 투발루
  - 푸나푸티 - 푸나푸티 국제공항
- 통가
  - 누쿠알로파 - 푸아모투 국제공항
  - 네이아푸 - 바바우 국제공항

## 과거 취항지

### 오세아니아
- 오스트레일리아
  - 캔버라 - 캔버라 국제공항[5]
  - 골드코스트 - 골드코스트 공항
- 파푸아뉴기니
  - 포트모르즈비 - 잭슨 국제공항